# 三条の湯
座標: 北緯35度50分7.4秒 東経138度55分9.5秒 / 北緯35.835389度 東経138.919306度
三条の湯（さんじょうのゆ）は、山梨県北都留郡丹波山村にある温泉。

## 泉質
- 単純硫黄冷鉱泉
  - 源泉温度 10.5℃

## 温泉街
標高1103メートルの山中に山小屋があり、テント泊も可能。男女別の内湯のみで、日帰り入浴可能。

## アクセス
JR青梅線奥多摩駅より西東京バス「お祭」バス停下車（土日は午前1本、徒歩15分先の「鴨沢西」バス停の方が本数は多い）。徒歩登り3時間30分、下り2時間45分。行程の大半が後山林道。
後山林道は、お祭バス停から2km程度の場所にある片倉橋にゲートがあり、一般車は通行禁止。宿泊客のための迎車を行っている。